# Dubrovnik Airline
Dubrovnik Airline Limited — чартерна авіакомпанія, що базувалася в хорватському місті Дубровник. Вона спеціалізувалася на виконанні чартерних туристичних перевезень з Європи в Хорватію. Її основною базою був Аеропорт Дубровник.
У 2006 році Dubrovnik Airlines перевезла 380 000 пасажирів; за перші 7 місяців 2007 року — 360 000 пасажирів. 23 жовтня 2011 року оголосила про банкрутство.

## Історія
Авіакомпанія була офіційно запущена 15 грудня 2004 року хорватською транспортною компанією «Atlantska plovidba». Вона почала перевезення у 2005 році та на березень 2007 року мала персонал чисельністю 117 осіб.

## Пункти призначення
Авіакомпанія виконувала чартерні перевезення в аеропорти Європи, а також у Туніс та Ізраїль. Влітку 2010 року авіакомпанія Dubrovnik Airline виконувала чартерні перевезення з аеропорту Алма-Ати (Казахстан) на літаку McDonnell Douglas MD-80 з проміжною посадкою в Астрахані для дозаправки.

## Флот

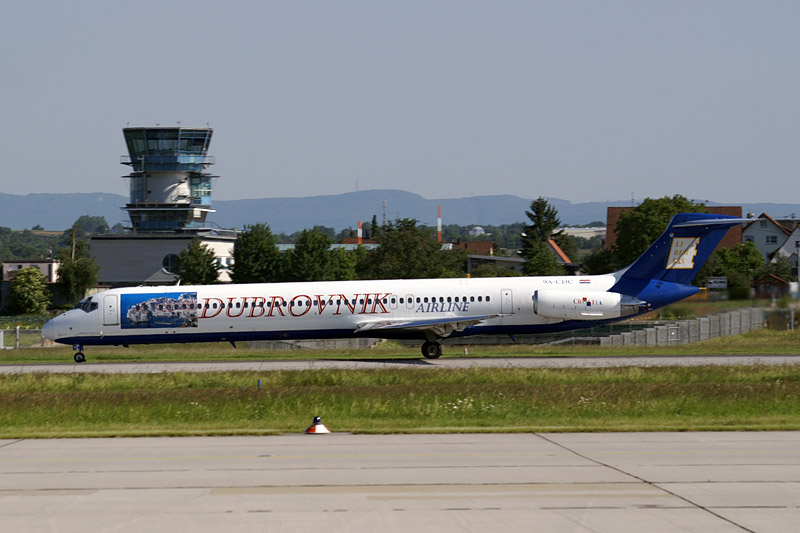
McDonnell Douglas MD-82 авіакомпанії Dubrovnik Airline злітає з аеропорту Штутгарта, Німеччина. (2006 рік)

Флот Dubrovnik Airline fleet складається з таких суден (на 14 жовтня 2009):
На 14 жовтня 2009 року, середній вік літаків Dubrovnik Airline був 26,1 років.